# Marcus Flemmings
Marcus Flemmings (London, 1979. ?) brit forgatókönyvíró, rendező, producer és publikált szerző. A BAME Agency (korábbi nevén TMP) tehetségügynökség alapítója is. Rendezőként bemutatkozó játékfilmjét Six Rounds (2017) címmel az East End filmfesztiválon mutatták be.

## Karrier

### A Divatiparban
Flemmings rövidfilmekkel kezdte pályafutását, mielőtt 2008-ban megalapította a TMP nevű ügynökséget. Egy ügynökséget azért hoztak létre, hogy segítse az Egyesült Királyság dél-ázsiai tehetségeit a mainstream figyelem felkeltésében. Ezt követően meghívást kapott a British Fashion Council kerekasztal-találkozójára 2009-ben, amely a divatvilág és a sokszínűség közötti szakadék áthidalására összpontosított. A TMP rengeteg modellt kiszorított a mainstreambe; Kiran Kandola, Kubra Khan, Kiren Modi 2011-ben divatfotósként kezdett dolgozni.
2016-ban a TMP-t BAME Ügynökséggé alakította. Egy ügynökség, amelyet azért hoztak létre, hogy fényt derítsen minden etnikai hátterű modellekre és színészekre a mainstream divat, a tévé és a film terén. Jelenleg a cég ügyvezető igazgatójaként és vezető könyvelőként dolgozik.
A BAME Ügynökség együttműködött a Vogue, a Harpers Baazar, a Paris Fashion Week és a London Fashion Week társaságokkal. Tehetséget nyújtott olyan filmekhez, mint a Spiderman: Far from Home, Hobbs & Shaw és mások.

### A Filmiparban
A Six Rounds, debütáló játékfilmje Adam J Bernard dal a főszerepben a 2011-es londoni zavargásokról szólt, 2017 áprilisában. Röviddel követte a többszörösen díjnyertes Palindrom (2019), amelyet eredetileg a London Independent Filmben mutattak be. Fesztivál. 21 nemzetközi filmfesztiválon vetítették, és ott 13 győzelmet és 9 jelölést kapott.
Szőke. A Purple (2021) a legújabb filmje szólórendezőként, amelyet a 1091 Pictures (korábbi nevén Orchard Entertainment) vásárolt meg, hogy megjelenjen az Egyesült Államokban, az Egyesült Királyságban, Ausztráliában, Kanadában és Új-Zélandon. Ez egy rablásfilm, Julian Moore-Cook és Jess Radomska főszereplésével, 2021. november 30-án mutatták be. Flemmings egy jelenetet is jegyzett a filmben Jeanette nővér dala címmel.
Rövid, játék- és divatfilmeket írt, rendezett, készített. A Szexi Utópia című kultikus regény írója is. Első regényét, a Szexi utópiát a kritikusok üdvözölték, 2005-ben adták ki világszerte. Azóta a londoni születésű Flemmings különböző forgatókönyveket és további 2 kisregényt írt.

## Filmográfia
| Év   | Cím                                         | Közreműködései | Közreműködései | Közreműködései | Közreműködései |
| Év   | Cím                                         | Rendező        | Producer       | Író            | Egyéb          |
| 2021 | Blonde. Purple                              | X              | X              | X              |                |
| 2020 | Reality Check (Short)                       |                |                | X              |                |
| 2020 | Palindrome                                  | X              |                | X              |                |
| 2019 | AmBisome: Healthcare Campaign (Video short) |                |                |                | Talent Agent   |
| 2017 | Six Rounds                                  | X              | Co-producer    | X              |                |
| 2016 | The Conversations                           |                | X              | X              |                |
| 2013 | Conscience (Short)                          |                | X              |                |                |
| 2012 | King (Short)                                | X              | X              | X              | Szerkesztő     |
| 2011 | The London Epilogues (Short)                | X              |                |                |                |
| 2010 | Exist (Short)                               |                | X              | X              |                |